# 斯托克布里奇 (麻薩諸塞州)
斯托克布里奇（英語：Stockbridge）是一個位於美國麻薩諸塞州伯克夏縣的鎮。

## 人口
根據2020年美國人口普查的數據，斯托克布里奇的面積為61.30平方千米，當中陸地面積為58.90平方千米，而水域面積為2.40平方千米。當地共有人口2018人，而人口密度為每平方千米33人。